# Focke-Achgelis
La Focke-Achgelis & Co., GmbH era un'azienda aeronautica specializzata in costruzione di elicotteri ed autogiro tedesca fondata nel 1937 da Henrich Focke e Gerd Achgelis.

## Storia
Il primo velivolo costruito dalla collaborazione dei due di progettisti era il Focke-Wulf Fw 61, conosciuto anche come Focke-Achgelis Fa 61, che fu anche il primo elicottero completamente controllabile mai realizzato. Il protitipo Fw 61 V1 effettuò il suo primo volo non vincolato il 26 giugno 1935 ai comandi di Achgelis. Il progetto però venne presentato al grande pubblico a Berlino nel 1936, in una manifestazione in perfetto stile di regime dove il secondo prototipo realizzato, l'Fw 61 V2, venne ridipinto per l'occasione togliendo la matricola D-EKRA per far posto ad un evocativo "Deutschland". Ai comandi era stata chiamata Hanna Reitsch eroina nazista e pilota collaudatore di indubbie capacità.
Nonostante il clamore suscitato dall'evento, Focke subì pressioni da parte dell'azionariato dell'azienda per concentrarsi sulla normale produzione aeronautica. Per questo motivo, nel 1937, decise assieme ad Achgelis di fondare una nuova azienda per continuare la sperimentazione e la produzione della nuova tipologia di velivoli.

## Aerodine progettate e prodotte

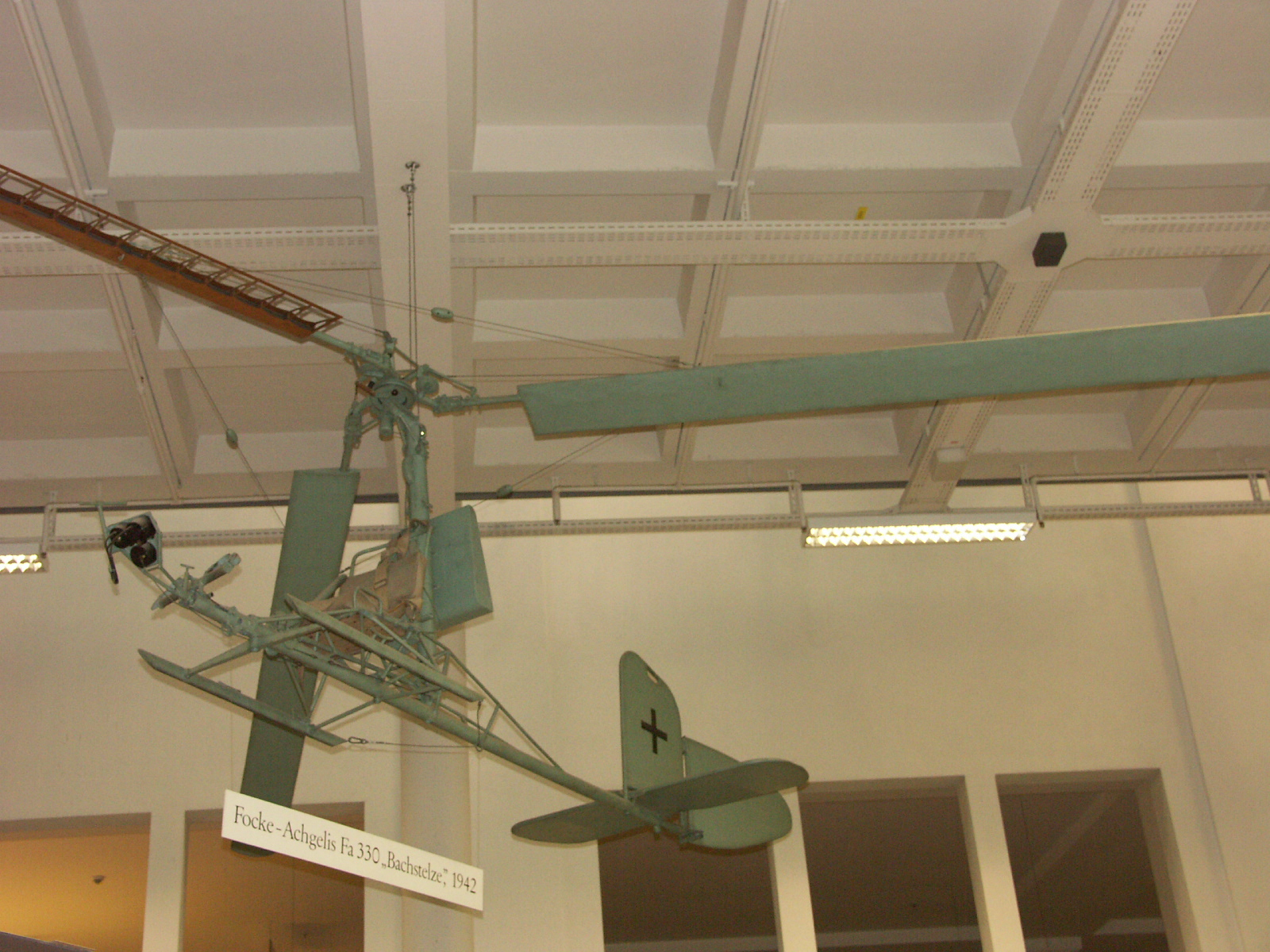
Il Focke-Achgelis Fa 330 del 1943.

- Focke-Achgelis Fa 223 Drache elicottero da trasporto (prototipo)
- Focke-Achgelis Fa 224
- Focke-Achgelis Fa 225 autogiro senza motore trainato da trasporto
- Focke-Achgelis Fa 266 Hornisse elicottero (prototipo)
- Focke-Achgelis Fa 269 convertiplano (progetto)
- Focke-Achgelis Fa 283
- Focke-Achgelis Fa 284
- Focke-Achgelis Fa 330 Bachstelze autogiro senza motore, trainato, da osservazione
- Focke-Achgelis Fa 336 elicottero da ricognizione, 1944 (prototipo)